# NGC 5097
NGC 5097 (również PGC 46602) – galaktyka eliptyczna (E), znajdująca się w gwiazdozbiorze Panny. Odkrył ją Lewis Swift 3 czerwca 1886 roku.